# Carl-Ritter-Straße 14 (Quedlinburg)

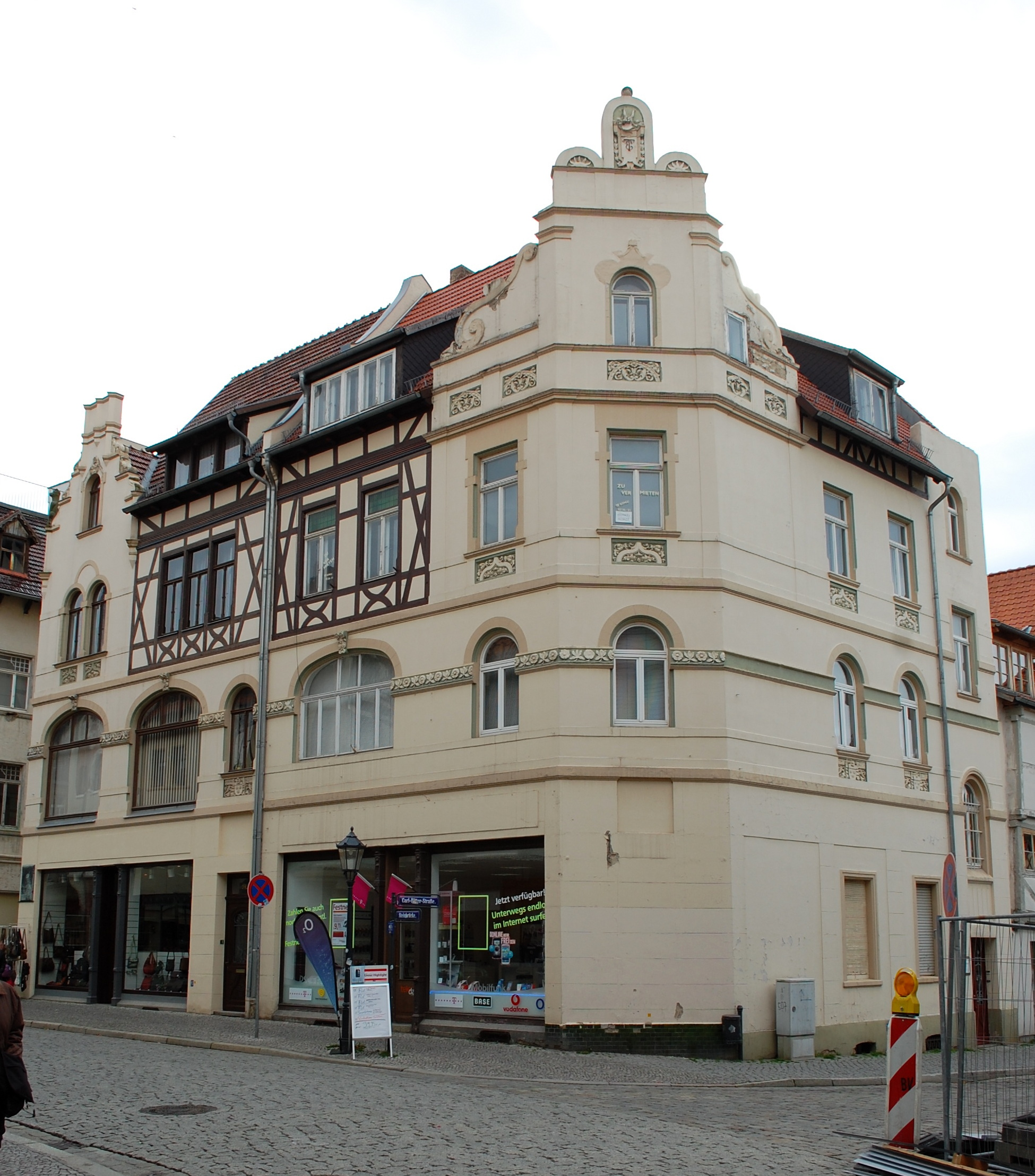
Haus Carl-Ritter-Straße 14

Das Haus Carl-Ritter-Straße 14 ist ein denkmalgeschütztes Gebäude in der Stadt Quedlinburg in Sachsen-Anhalt.

## Lage
Es liegt im südlichen Teil der historischen Quedlinburg Altstadt an der Einmündung der Carl-Ritter-Straße auf die Straße Steinbrücke. Im Quedlinburger Denkmalverzeichnis ist es als Wohn- und Geschäftshaus eingetragen.

## Architektur und Geschichte
Das Gebäude entstand in der Zeit um 1900 bis 1905 im Jugendstil, wobei auch historisierende Elemente eingesetzt wurden. Die Gestaltung der Schaugiebel oberhalb der Gebäudeecken sowie der weitere Bauschmuck, insbesondere des Zierfachwerks im zweiten Obergeschoss, entspricht der Gestaltung des gegenüberliegenden, gleichfalls denkmalgeschützten Hauses Steinbrücke 14, was zu einer besonderen das Straßenbild prägenden Bedeutung des Ensembles führt.